# Martin M. Atalla
Martin M. Atalla (árabe: محمد محمد عطلة, o también Mohammed Atalla), (Puerto Said, Egipto; 4 de agosto de 1924 a  Atherton, California; 30 de diciembre de 2009). Fue un ingeniero y empresario estadounidense en el campo de la tecnología de semiconductores y PC - seguridad de datos.
En reconocimiento a su labor en el sistema de Personal Identification Number System (PIN) del Sistema de Gestión de la Seguridad de la Información, se le llamó "Padre del PIN" .

## Biografía

### Educación (1924 - 1949)
Nacido en Port-Said, Egipto, M. Atalla estudió primero en la Universidad de El Cairo en Egipto, donde obtuvo su licenciatura como Bachiller en Ciencias. Después fue a los Estados Unidos para estudiar Ingeniería Mecánica, en la Universidad de Purdue. Allí obtuvo su máster en 1947 (Master  en Ciencias de Ingeniería Mecánica) y se doctoró en 1949 (PhD).

### Laboratorios telefónicos Bell (1949-1962)
Después de completar sus estudios y el doctorado, Atalla se convirtió en empleado de Bell Laboratories en 1949.Allí, realizó investigaciones sobre el uso del dióxido de silicio como capa protectora para el silicio en dispositivos semiconductores. Esta investigación supuso el desarrollo del primer MOSFET (transistor de efecto de campo de metal-óxido-semiconductor) junto con Dawon Kahng en 1960, que trabajaba con Atalla los Bell Labs. Desde entonces, el transistor MOSFET se ha convertido en el componente central de los circuitos integrados, así como de las memorias de semiconductores y de los microprocesadores. En 1961, Atalla cofundó  Hewlett-Packard Associates y en 1969 se incorporó a  Fairchild Camera and Instruments.
En 1973 fundó la Corporación Atalla, que trataba los problemas de seguridad de las entidades bancarias y financieras. Inventó la llamada "Atalla-Box", un sistema de seguridad que aún se sigue empleando en la mayoría de las transacciones de cajero automático. Atalla también inventó el sistema PIN, que se ha convertido en estándar de identificación en el sector bancario, entre otros. En 1987, Atalla Corporation se fusionó con Tandem Computers.
Atalla se retiró en 1990. Pero no pasó mucho tiempo antes de que varios ejecutivos de los grandes bancos le convencieron para que trabajara en el desarrollo de sistemas de seguridad para Internet. Los preocupaba que no hubiera un marco viable para el comercio electrónico sin innovación en la industria de la seguridad. Como resultado de estas actividades, fundó las empresas TriStrata (1996) y A4 Systems. M. Atalla vivió finalmente en Atherton, California.

## Premios
- Medalla Stuart Ballantine (ahora Medalla Benjamin Franklin de Física) en el Franklin Institute Award 1975 por sus importantes contribuciones a la tecnología de semiconductores de silicio y la invención del MOSFET. [5]
- En 2003, Atalla recibió el Doctorado de Alumno Distinguido de la Universidad de Purdue.[6]
- En 2009, fue incluido en el "Salón de la Fama de los Inventores Nacionales" por sus significativas contribuciones a la tecnología de semiconductores.[7]
- En 2014, la invención de 1959 del MOSFET fue incluida en la lista de "Hitos de IEEE" en electrónica.[8]
- En 2015, Atalla fue incluido en el cuadro de honor de la IT History Society por sus importantes contribuciones en el campo de las tecnologías de la información.[9]